# Gillis Andersson
Gillis Andersson (4 luglio 1912 – 13 luglio 1988) è stato un calciatore svedese, di ruolo centrocampista.

## Carriera

### Club
Giocò sempre il campionato svedese.

### Nazionale
Con la sua Nazionale partecipò ai Giochi olimpici del 1936.